# Małgorzata Bassa-Roguska
Małgorzata Bassa-Roguska (née le 23 novembre 1975) à Lublin, est une lutteuse polonaise.

## Palmarès

### Championnats du monde
- Médaille de bronze en catégorie des moins de 62 kg en 1997

### Championnats d'Europe
- Médaille d'or en catégorie des moins de 65 kg en 1996
- Médaille d'argent en catégorie des moins de 62 kg en 1999
- Médaille d'or en catégorie des moins de 62 kg en 2001
- Médaille d'or en catégorie des moins de 63 kg en 2002